# Mami Umeki
Mami Umeki (梅木 真美, Umeki Mami), née le 6 décembre 1994 est une judokate japonaise concourant dans la catégorie des moins de 78 kg. Elle est détentrice de trois médailles mondiales, l'or en 2015, l'argent en 2017 et le bronze en 2021.

## Biographie
En 2015, elle remporte la médaille d'or aux Championnats du Monde à Astana dans la catégorie des moins de 78 kg face à Anamari Velenšek
. L'année suivante, elle est éliminée dès le deuxième tour du tournoi des Jeux olympiques de Rio de Janeiro par la Hongroise Abigél Joó.
En 2017, elle remporte la médaille d'argent aux Championnats du Monde à Budapest dans la catégorie des moins de 78 kg face à Mayra Aguiar.

## Palmarès

### Compétitions internationales
| Année | Compétition           | Lieu     | Résultat | Catégorie      |
| ----- | --------------------- | -------- | -------- | -------------- |
| 2014  | Jeux Asiatiques       | Incheon  | 3e       | Moins de 78 kg |
| 2015  | Championnats d'Asie   | Koweït   | 1re      | Moins de 78 kg |
| 2015  | Championnats du monde | Astana   | 1re      | Moins de 78 kg |
| 2017  | Championnats du monde | Budapest | 2e       | Moins de 78 kg |
| 2021  | Championnats du monde | Budapest | 3e       | Moins de 78 kg |

Outre ses médailles individuelles, elle obtient des médailles dans des compétitions par équipes
| Année | Compétition      | Lieu    | Résultat |
| ----- | ---------------- | ------- | -------- |
| 2014  | Jeux Asisatiques | Incheon | 1re      |

### Tournois Grand Chelem et Grand Prix
| Année | Compétition              | Lieu          | Résultat | Catégorie      |
| ----- | ------------------------ | ------------- | -------- | -------------- |
| 2014  | Tournoi de Qingdao       | Qingdao       | 3e       | Moins de 78 kg |
| 2016  | Grand Slam de Bakou      | Bakou         | 3e       | Moins de 78 kg |
| 2016  | Grand Slam Tokyo         | Tokyo         | 3e       | Moins de 78 kg |
| 2017  | Grand Slam Ekaterinbourg | Ekaterinbourg | 1er      | Moins de 78 kg |
| 2017  | Grand Prix de Düsseldorf | Düsseldorf    | 1er      | Moins de 78 kg |
| 2018  | Grand Prix de Budapest   | Budapest      | 1er      | Moins de 78 kg |
| 2018  | Grand Slam Osaka         | Osaka         | 2e       | Moins de 78 kg |
| 2018  | Masters mondial de judo  | Guangzhou     | 1er      | Moins de 78 kg |
| 2019  | Grand Slam de Paris      | Paris         | 3e       | Moins de 78 kg |